# International DOI Foundation
Die International DOI Foundation (IDF) ist eine US-amerikanische Organisation. Sie ist der Betreiber des DOI-Systems (Digital Object Identifier), das wissenschaftlichen Dokumenten einen Identifikator und einen Standort zuordnet. 
Sie entstand auf Initiative von drei Organisationen: 
- International Publishers Association
- International Association of Scientific, Technical and Medical Publishers
- Association of American Publishers.

Die Stiftung wurde im Staat Delaware, USA, am 10. Oktober 1997 unter der Nummer 2807134 8100 eingetragen. Sie wurde 1997 auf der Frankfurter Buchmesse öffentlich vorgestellt. Vorsitzender ist der Mathematiker Jan Brase. Für die Registrierung nach dem Standard ISO 26324 besteht seit 2010 eine Vereinbarung zwischen der ISO und der IDF. Für die Nutzung des Handle Systems besteht eine Kooperation mit der Corporation for National Research Initiatives.

## Mitglieder
- John Wiley & Sons
- Springer SBM
- R. R. Bowker
- BSI Group
- EDP Sciences
- Internet Support Foundation (Russland)
- New England Journal of Medicine
- Wolters Kluwer Health
- Airiti, Inc.
- China National Knowledge Infrastructure (CNKI)
- Crossref
- DataCite
- Entertainment Identifier Registry (EIDR)
- The Institute of Scientific and Technical Information of China (ISTIC)
- Japan Link Center (JaLC)
- Korea Institute of Science and Technology Information (KISTI)
- Multilingual European DOI Registration Agency (mEDRA)
- Amt für Veröffentlichungen der Europäischen Union
- International Federation of Reproduction Rights Organisations (IFRRO)[3]